# PepsiAmericas
PepsiAmericas es el segundo fabricante, vendedor y distribuidor de las bebidas de PepsiCo. Emplea a más de 20 mil personas, opera más de 33 instalaciones manufactureras y más de 177 distribuidoras. Opera en 19 Estados de EE. UU.: Arkansas, Florida, Illinois, Indiana, Iowa, Kansas, Kentucky, Luisiana, Míchigan, Minnesota, Misisipi, Misuri, Dakota del Norte, Dakota del Sur, Ohio, Tennessee, Texas, Virginia Occidental y Wisconsin; en Europa Central y del Este: República Checa, Hungría, Polonia, Eslovaquia, Rumanía, Bulgaria, Ucrania, y los Balcanes y en el Caribe: Jamaica, Puerto Rico y Trinidad. PepsiCo posee un 43 % de PepsiAmericas.

## Historia
En abril de 2009, PepsiCo lanzó una oferta de USD1700 millones en efectivo y acciones para controlar el 100 % de la compañía 23,27 dólares por cada acción de PepsiAmericas, de los que 11,64 dólares serían abonados en efectivo a los que se sumaría el pago de 0,223 acciones de Pepsi. La empresa lo rechazó: los miembros del directorio independiente de PepsiAmericas dijeron que se estaba subvaluando a la empresa.